# Острова Павлова

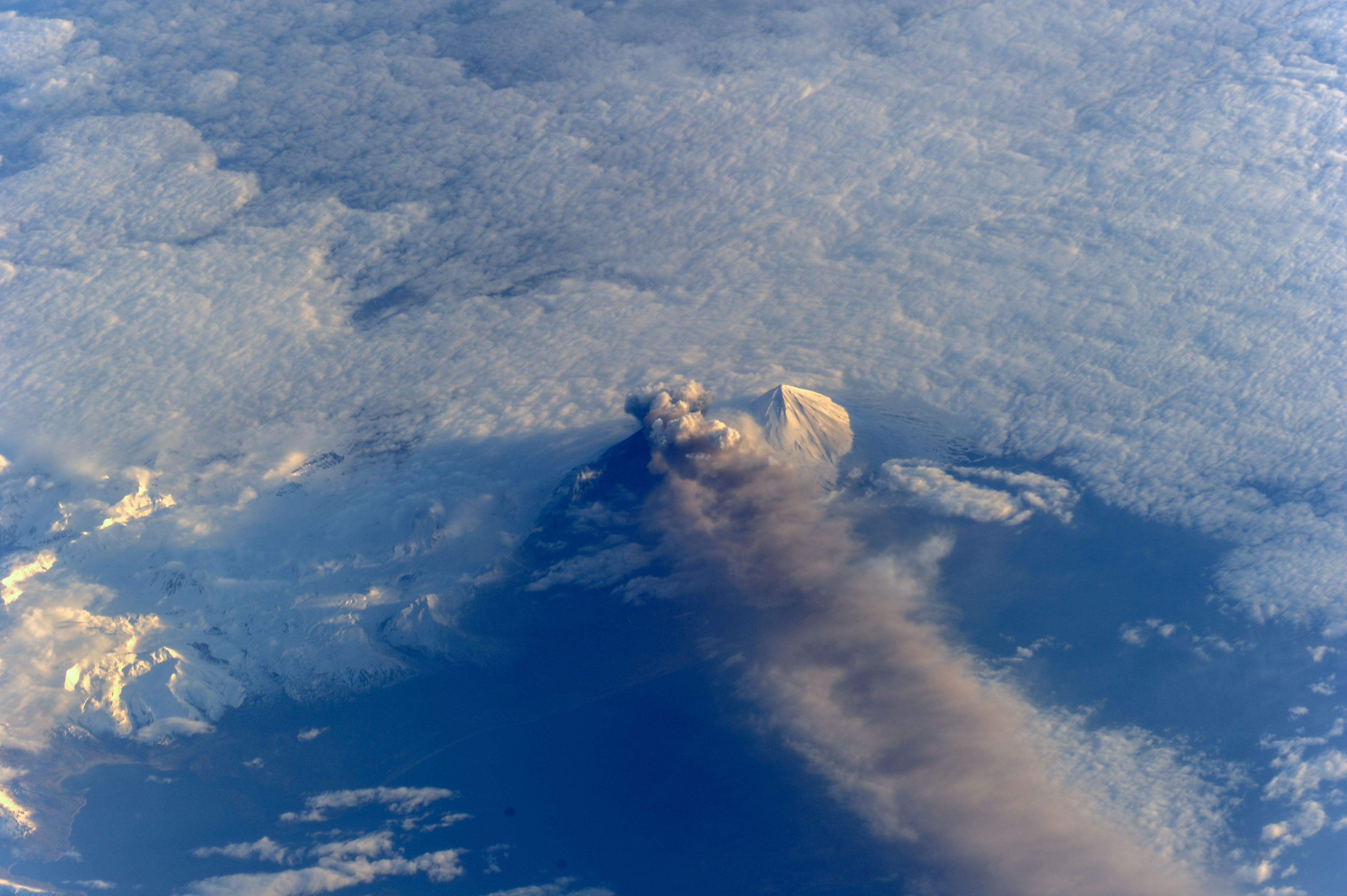
Извержение вулкана Павлова в 2013 году, снимок из космоса

Острова Павлова (алеут. Qudugin, англ. Pavlof Islands) — группа из семи необитаемых островов южнее залива Павлова (англ. Pavlof Bay) полуострова Аляска, восточных Алеутских островов в США. Группу составляют острова Долгой (алеут. Anganax̂six̂) — крупнейший из прочих, Голой (алеут. Atx̂uunux̂), Иннер Илясик (алеут. Iluuĝix̂ Ixsaĝdaaĝux̂), Аутэ Илясик (алеут. Qagaaĝix̂ Ixsaĝdaaĝux̂), Поперечной (алеут. Kuyagdax̂), Укольной (алеут. Kitaĝutax̂̂), Вознесенский (алеут. Unatxux̂). Общая площадь 206,265 км².
Название в честь Святого Павла впервые появилось в записях российского капитана Фёдора Петровича Литке в 1836 году.

## Вулкан Павлова
Здесь находится наиболее активный действующий стратовулкан Павлова. За период наблюдения за ним вулкан извергался более 40 раз. Наиболее сильные извержения вулкана в XX веке были в 1981, 1983, 1986, 1996 и 2007 годах. Извержение, начавшееся в 1911 году, длилось на протяжении 5 лет. Последнее сильное извержение вулкана произошло в 2013 году. В результате этого извержения облака пепла достигали высоты 10,6 тыс. метров. Последняя активность наблюдалась 7 июня 2017 года.

## Из истории
В 1838 году глава байдарочной гидрографической экспедиции Александр Филиппович Кашеваров исследовал восточное побережье Чукотского моря от залива Коцебу до пункта, находящегося в 50 километрах к востоку от мыса Барроу. Кашеваров первым составил подробное описание участка побережья от 156° до 166° западной долготы.
Питка Павлов и его зять Сергей Чероский в 1893 году нашли золото в районе реки Берч-Крик, что привлекло внимание золотодобытчиков и привело к строительству Серкла.